# Droga krajowa nr 218 (Kostaryka)
Droga krajowa nr 218 (hiszp. Ruta Nacional Secundaria 218/Ruta 218) – jedna z dróg krajowych w Kostaryce. Znajduje się ona w prowincjach San José i Cartago.

## Opis
W prowincji San José droga krajowa nr 218 przebiega przez kanton San José (przez dystrykty Carmen i Catedral) oraz przez kanton Goicoechea (przez dystrykty Guadalupe, San Francisco, Ipís Rancho Redondo i Purral).
W prowincji Cartago droga krajowa nr 218 przebiega przez kanton Cartago (przez dystrykty San Nicolás i Llano Grande).